# Bodil Lindorff
Bodil Magna Lindorff Larsen (født 14. maj 1907 i København, død 12. juli 1999 på Frederiksberg) var en dansk skuespiller.
Bodil Lindorff var datter af skuespilleren Axel Larsen, og debuterede allerede i 1925 på Horsens Teater. Efter flere rejser til teatre i udlandet, var hun i syv år tilknyttet Betty Nansen Teatret og stod senere for flere teateropsætninger i hovedstaden, bl.a. på Frederiksberg Teater og i Riddersalen. I 1948 kom hun til Århus Teater, hvor hun stod for børneopsætningen Den lille Rødhætte. Fra 1958 blev hun en del af teatrets faste ensemble. I 1966 oprettede hun børneteatret Filuren, som hun var leder af frem til udgangen af 1970'erne. Hun vendte tilbage til København i 1976, og var involveret i talrige opsætninger både som skuespiller og instruktør, bl.a. på Gladsaxe Teater, Det Kongelige Teater, Dr. Dantes Aveny, Café Teatret og Rialto Teatret. På tv medvirkede hun bl.a. i serierne Bryggeren og Charlot og Charlotte.
Bodil Lindorff var søster til Henny Lindorff Buckhøj og mor til Lone Lindorff.

## Filmografi
- Op med lille Martha (1946)
- De pokkers unger (1947)
- For frihed og ret (1949)
- Sønnen (1953)
- Bejleren - en jysk røverhistorie (1975)
- Undskyld vi er her (1980)
- Øjeblikket (1980)
- Belladonna (1981)
- Den ubetænksomme elsker (1982)
- Isfugle (1983)
- Johannes' hemmelighed (1985)
- Carlo og Ester (1994)
- Her i nærheden (2000)

### Tv-serier
- Bryggeren (1996-1997)
- Charlot og Charlotte (1996)
- TAXA (1997-1999)